# Новокабановский сельсовет
Новокабановский сельсовет — муниципальное образование в Краснокамском районе Башкортостана.
Административный центр — село Новокабаново.

## История
Согласно Закону о границах, статусе и административных центрах муниципальных образований в Республике Башкортостан имеет статус сельского поселения.

## Население
| 2002  | 2009  | 2010  | 2012  | 2013  | 2014  | 2015  |
| ----- | ----- | ----- | ----- | ----- | ----- | ----- |
| 1103  | ↗1178 | ↘1164 | ↘1149 | ↗1167 | ↘1140 | ↗1142 |
| 2016  | 2017  | 2018  |       |       |       |       |
| ↘1130 | ↗1157 | ↗1176 |       |       |       |       |

## Состав сельского поселения
| № | Населённый пункт | Тип населённого пункта       | Население |
| - | ---------------- | ---------------------------- | --------- |
| 1 | Новокабаново     | село, административный центр | ↗926      |
| 2 | Кузгово          | деревня                      | ↘238      |

### Упраздненные населённые пункты
Старокабаново — село, расселено до 1985 года из-за строительства города-спутника будущей Башкирской АЭС — Агидель, официально исключёно из учётных данных в 2005 году.